# Dienstvak van de Technische Staf
Het Dienstvak van de Technische Staf is een van de dienstvakken van de Nederlandse Koninklijke Landmacht. In het in 1954 opgerichte dienstvak werden officieren opgenomen met een brevet van hogere technische bekwaamheid.
In de huidige tijd zijn alle officieren van de Technische Staf ingenieur (ir.) of Master of Science (MSc). Door deze technische scholing en officiersachtergrond zijn de militaire ingenieurs geschikt voor het leiden van technisch complexe projecten, programma's en technisch uitvoerende eenheden of afdelingen van Defensie.

## Achtergrond
In het begin van de 20e eeuw werd binnen de krijgsmacht steeds meer het belang van techniek onderkend en startte men met het laten studeren van officieren aan de toenmalige Technische Hogeschool. Dat leidde in 1945 tot de oprichting van een technische staf: een wetenschappelijk orgaan voor de Landmacht, dat werd opgericht op initiatief van luitenant kolonel art S.J. van den Bergh. In 1948 werd voor het eerst het brevet Hogere Technische Bekwaamheid (HTB) uitgereikt, de bekende Nederlandse leeuw in het tandrad.

## Functies en werkgebieden van TS-officieren
Werkgebieden
- Materieellogistiek
- Opleidingen
- Algemeen/technisch management
- Commandofuncties

Functies
- Projectmanager materieelprojecten
- Integraal Wapensysteemmanager
- Begeleiden wetenschappelijk onderzoek
- Opstellen Programma van Eisen
- Opzetten, uitvoeren en evalueren van beproevingen
- Kwaliteitszorg